# Separation Sunday
Separation Sunday è il secondo album in studio della band indie rock americana The Hold Steady, pubblicato il 3 maggio 2005 da Frenchkiss Records. Un concept album, Separation Sunday segue le storie interconnesse di diversi personaggi immaginari: Craig (il narratore), Holly (abbreviazione di Alleluia), a volte tossicodipendente, a volte prostituta, a volte rinato cristiano / cattolico (e talvolta tutti e tre contemporaneamente); Carlo Magno, un magnaccia; e Gideon, uno skinhead(nazischino), mentre viaggiano di città in città e fanno festa.
Separation Sunday è densamente lirica, piena di allusioni bibliche, e giochi di parole . Il cantante / cantautore Craig Finn di solito recita questi testi con un sapore distinto di sing-speak.
Musicalmente, Separation Sunday tocca elementi del rock classico: assoli di chitarra, strutture basate su riff, uso di pianoforte e organo e armonia di chitarra. Strutturalmente, tuttavia, la maggior parte delle canzoni evita la struttura standard delle canzoni verso-coro-verso, spesso rinunciando del tutto ai cori o ai ritornelli. In una recensione dell'album, Blender ha descritto The Hold Steady "il suono della migliore band bar del mondo."
La copertina dell'album è stata fotografata all'angolo tra Maspeth Avenue e Conselyea Street a Williamsburg, Brooklyn.
La canzone Your Little Hoodrat Friend è stato inserito nel videogioco Tony Hawk's Project 8.

## Tracce
1. Hornets! Hornets! – 4:48
2. Cattle and the Creeping Things – 3:47
3. Your Little Hoodrat Friend – 3:54
4. Banging Camp – 4:16
5. Charlemagne in Sweatpants – 3:59
6. Stevie Nix – 5:28 (Finn, Kubler, Galen Polivka)
7. Multitude of Casualties – 3:06
8. Don't Let Me Explode – 2:23 (Finn, Franz Nicolay)
9. Chicago Seemed Tired Last Night – 3:20 (Finn, Kubler, Nicolay)
10. Crucifixion Cruise – 1:51
11. How a Resurrection Really Feels – 5:32